# Crisis de Walk
La crisis de Walk (en alemán Sudetenkrise) fue un episodio en las relaciones entre Estonia y Letonia debido a la disputa territorial en la frontera entre ambos países, principalmente en torno a la ciudad de Walk (actualmente Valga en Estonia y Valka en Letonia) y la isla de Runö (actualmente Ruhnu, Estonia). La disputa territorial duró desde 1918, cuando ambos países declararon su independencia, hasta su resolución mediante un tratado fronterizo en octubre de 1920.

## Precedentes
Cuando el Ejército Rojo ruso capturó Riga, la capital de Letonia, en enero de 1919, durante la guerra de independencia de Letonia, el Gobierno Provisional letón huyó a Liepāja. Desde allí, solicitó la ayuda de las potencias de la Entente para salvar la situación. El primer ministro de Letonia, Kārlis Ulmanis, también envió una solicitud de asistencia al Gobierno Provisional estonio. El 18 de febrero de 1919, se firmó un acuerdo sobre relaciones y actividades militares conjuntas entre Estonia y Letonia, que otorgó a Estonia el control de la ciudad de Walk y siete municipios rurales con población mixta estonia y letona hasta que se determinara la frontera internacional.
Para el verano de 1919, todo el norte de Letonia fue liberado por fuerzas conjuntas estonio-letonas. En octubre de 1919, la situación se volvió crítica para el gobierno letón. El 8 de octubre, una fuerza germano-rusa con base en Curlandia y dirigida por el general Pável Bermondt-Avalov, lanzó una ofensiva para derrocar al gobierno letón en Riga. Letonia solicitó y recibió ayuda militar de Lituania y Estonia. Trenes blindados y tropas enviadas desde Estonia ayudaron a Letonia a repeler el avance de Bermondt-Avalov. En ese momento, los gobiernos de Estonia y Letonia iniciaron negociaciones, y el 10 de octubre de 1919 se firmó un nuevo acuerdo militar. Letonia había cancelado previamente el acuerdo de febrero por considerarlo no autorizado. Durante las negociaciones, volvió a surgir la cuestión de Walk. Los letones no estuvieron de acuerdo con la propuesta estonia, por lo que el general Johan Laidoner del ejército estonio ordenó que los trenes blindados se retiraran de Riga.
Walk había estado históricamente casi siempre dominado por la etnia estonia, aunque la etnia letona constituía una mayoría en el censo electoral.

## Desencadenamiento de la crisis
A finales de 1919, el Ministerio de Asuntos Exteriores de Letonia declaró que sus concesiones no tendrían ningún efecto por parte de Estonia. Estonia, a su vez, consideró que las negociaciones no prosperarían. El 24 de diciembre de 1919, el general Laidoner ordenó a los letones que pusieran fin a las actividades de sus instituciones civiles en Walk y en otros lugares de los territorios ocupados por Estonia. Quienes no cumplieran serían enviados al otro lado de la frontera. Las autoridades letonas rechazaron estas exigencias. En enero de 1920, los comandantes militares de ambos países se reunieron, pero no se llegó a ningún acuerdo. Las reuniones posteriores entre las delegaciones estonia y letona tampoco dieron resultados, ya que la delegación estonia no estaba interesada en dividir Walk. A finales de febrero, la delegación letona hizo el último intento de llegar a un acuerdo. Propusieron que Walk se convirtiera en una ciudad libre, oferta que fue rechazada por los estonios.

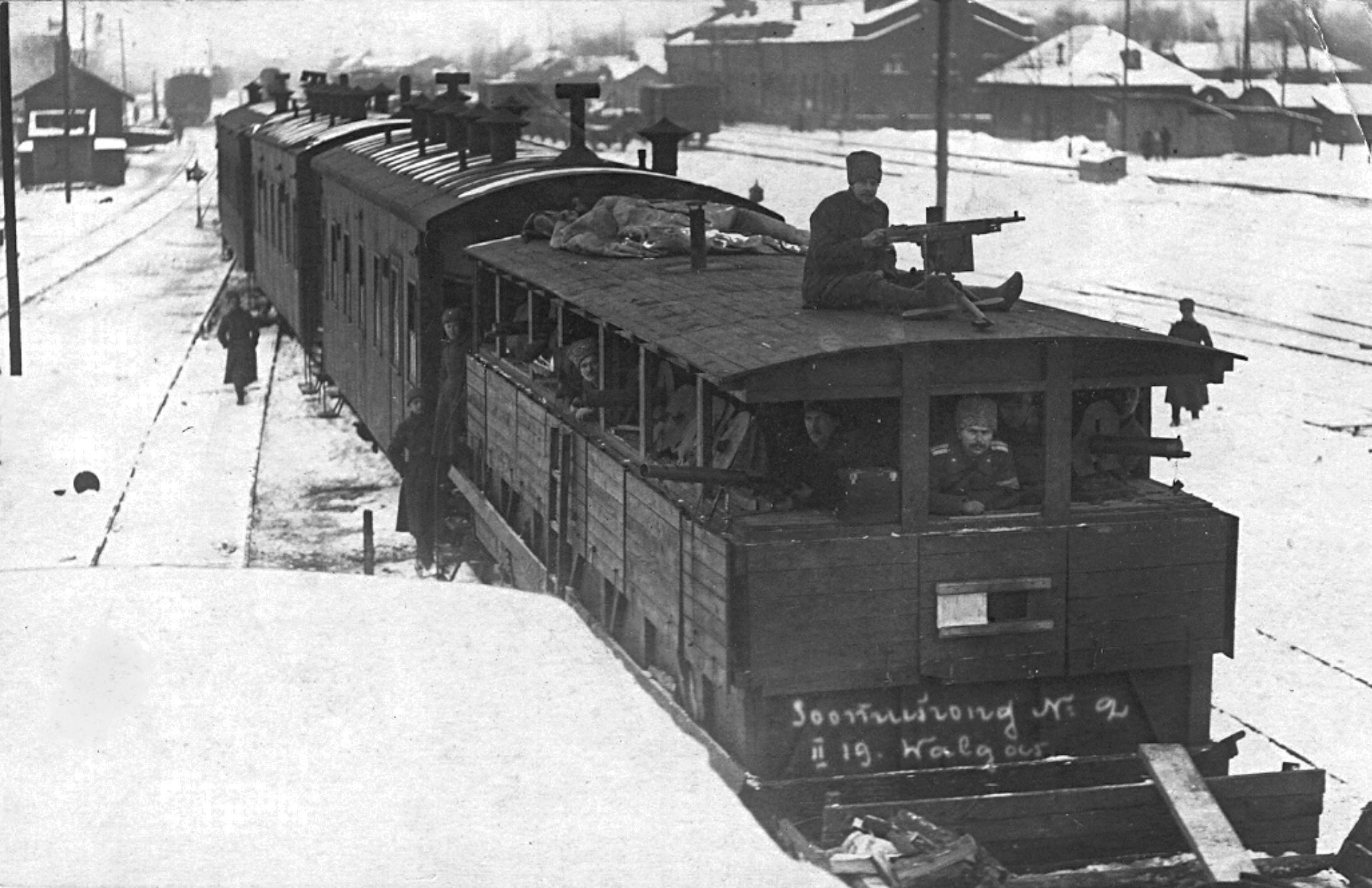
Tren armado en Walk en 1919 durante la guerra de independencia de Estonia

En la tarde del 10 de marzo de 1920, se celebró una reunión secreta del gobierno letón. Según un representante del ejército estonio en Riga, la reunión se centró en debatir la guerra con Estonia, por la cual Kārlis Ulmanis sería destituido del cargo de ministro de Guerra y reemplazado por el general Jānis Balodis, quien habría sido más partidario de la guerra. El 20 de agosto de 1919, las organizaciones letonas de Walk enviaron una queja al ministro de Asuntos Exteriores letón, Zigfrīds Meierovics, sobre lo que describieron como malos tratos a los letones por parte de las autoridades estonias. En diciembre, se envió una nueva queja al primer ministro Kārlis Ulmanis. En esta ocasión, se culpó a los estonios de talar bosques pertenecientes a letones y se presentaron supuestos llamamientos a la agresión contra ellos por parte de un periódico en estonio publicado en Walk, entre muchas otras acusaciones.
A medida que aumentaban las tensiones, el general Laidoner envió varias unidades estonias y trenes blindados a la frontera con Letonia. Algunas fuerzas letonas también habían avanzado más cerca de la frontera. El 18 de marzo, el general Balodis declaró que mientras él fuera comandante en jefe, el ejército letón no iniciaría ninguna acción militar contra Estonia. Durante los días siguientes, se acordó que la disputa fronteriza sobre Walk se resolvería mediante un tribunal de arbitraje presidido por el coronel británico Stephen Tallents. A finales de junio de 1920, Tallents tuvo claro que no podría tomar una decisión mutuamente satisfactoria, y fijó el límite a su propia discreción el 1 de julio. Estonia recibió la mayor parte de la ciudad de Walk y perdió la pequeña ciudad de Heinaste (Ainaži), a pesar de que su población era mayoritariamente estonia, y algunas otras áreas más pequeñas. A pesar del descontento popular con las nuevas fronteras, tanto en Estonia como en Letonia, fueron aceptadas por ambos gobiernos. Pasaron otros tres años antes de que se concluyera un acuerdo fronterizo complementario.

## Cuestión de Runö
La isla de Ruhnu (Runö), en el golfo de Riga, estuvo bajo el control de Estonia desde 1919, aunque también era reclamada por Letonia. «Letonia está dispuesta a conceder a la isla de Ruhnu libertades no menores que las de Estonia, si no mayores. Esto sería una buena medida contra las intrigas de los estonios y nos granjearía nuestra simpatía por Suecia», comunicó la embajada de Letonia en Estocolmo al Ministerio de Asuntos Exteriores de Letonia en Riga en agosto de 1920. La respuesta de los diplomáticos estonios a estas aspiraciones del gobierno letón fue un rotundo no: no se debatía en absoluto la modificación de las fronteras en torno a Ruhnu. 
A principios de enero de 1922, el ministro de Asuntos Exteriores de Estonia, Ants Piip, también habló con el embajador sueco en Estonia sobre Runö. Este último expresó el deseo de que «la isla de Ruhnu no fuera entregada a Letonia, contra lo cual el gobierno sueco también puede protestar afirmativamente». Ruhnu (Runö) ha permanecido como parte de Estonia desde 1919, cuando las autoridades estonias lograron tomar el control de la isla por medios pacíficos, antes de que Letonia pudiera hacerlo. En enero de 1919, el Gobierno Provisional de Estonia declaró la isla de Ruhnu parte de Estonia. Sin embargo, pronto llegaron rumores a Tallin de que el Gobierno letón había hecho lo mismo. La propia población de Runö, compuesta por 277 suecos y 5 estonios, y que había vivido bajo la ley sueca durante siglos, estaba más interesada en unirse a Suecia. En mayo de 1919, la capital estonia decidió enviar una delegación comercial para ofrecer "incentivos monetarios" a los habitantes de Runö. La delegación recibió 15 000 marcos del gobierno estonio para comprar grasa de foca a los habitantes de Runö. También se enviaron a la isla cartuchos, rifles, cuero, queroseno y alimentos. El 3 de junio de 1919, la delegación oficial estonia llegó a Runö. Nikolai Blees, jefe del Comité de Minorías del Ministerio del Interior, se ganó la confianza de los lugareños gracias a su comunicación con los isleños en sueco. Con ello, Blees desempeñó un papel importante en el acuerdo de los habitantes de Runö para seguir formando parte de la recién independizada República de Estonia. La transacción mediante la cual la delegación compró 644 árboles y 11 kilos de grasa de foca a los habitantes de Runö por 13 140 marcos también resultó beneficiosa. La grasa se pagó en efectivo y mediante trueque (incluyendo 100 litros de alcohol y 150 botellas de vino). Al día siguiente, se izó la bandera estonia en la isla. Sin embargo, el gobierno no pudo hacer nada con la grasa de foca, que finalmente se echó a perder.
Desde el fin de la crisis de Runö, los dos países han mantenido buenas relaciones bilaterales, a pesar de algunos desacuerdos menores sobre asuntos menos importantes.